# 金渓県
金渓県（きんけい-けん）は、中華人民共和国江西省撫州市に位置する県。

## 行政区画
- 鎮:秀谷鎮、滸湾鎮、双塘鎮、何源鎮、合市鎮、琅琚鎮、左坊鎮、対橋鎮
- 郷:黄通郷、陸坊郷、陳坊積郷、琉璃郷、石門郷

## 交通

### 道路
- 高速道路
  - 済広高速道路
  - S46 撫吉高速道路
- 国道
  - G206国道
  - G316国道